# Logroño
Logroño je grad smješten na sjeveru Španjolske, glavni je grad autonomne zajednice te istoimene provincije La Rioja, a ujedno je i njezino ekonomsko, kulturno i uslužno središte.
Logroño je također i stariji naziv za današnju provinciju La Rioja, a ime je promijenjeno 1980. godine.

## Zemljopisni smještaj
Smješten je na obalama rijeke Ebro, nalazi se na raskrižju povijesnih puteva. 

## Stanovništvo
Logroño je prema podacima iz 2005. godine imao 144.935 stanovnika.

## Povijest
Logroño je u doba Ibera i Rimljana nosio naziv Lucrosus. U srednjem vijeku bio je važno mjesto na kome su se zaustavljali hodočasnici. Tada su za njega govorili da je "grad kao put" ("la ciudad como el camino"). U borbama između Navarre i stare Kastilje, Logroño je često bio uništavan i razaran. 1099. kralj Alfons VI. dao je gradu određene privilegije.

## Arhitektura i znamenitosti
Nešto kasnije poznati graditelj San Juan de Ortega sagradio je novi most preko Ebra.